# Netelia parva
Netelia parva là một loài tò vò trong họ Ichneumonidae.